# Islands afstemning om alkoholforbud 1908
Islands afstemning om alkoholforbud 1908 var en folkeafstemning om alkoholforbud. Dette var den første folkeafstemningen som blev afholdt på Island.
60,1% stemte for alkoholforbud, mens 39,9% stemte imod.